# Premio Biblioteca de Narrativa Colombiana
El PBNC es un premio literario dirigido a obras publicadas de ficción o no ficción que se otorga desde 2014 por la Universidad EAFIT, Caracol Televisión y el Grupo Familia.

## Premiados
| Año  | Premiado              | Origen          | Libro ganador                        | Finalistas | Jurados                                                                                               |
| ---- | --------------------- | --------------- | ------------------------------------ | --- | --- |
| 2014 | Juan Esteban Constaín | Cauca           | El hombre que no fue jueves          | El libro de la envidia de Ricardo Silva Romero - Bogotá, D. C. · Lo que no perdí de Margarita García Robayo - Bolívar                                                       | Enrique Krauze Piedad Bonnett Alexis de Greiff Darío Jaramillo Agudelo Mario Jursich Nicanor Restrepo |
| 2015 | Andrés Felipe Solano  | Bogotá, D. C.   | Corea: apuntes desde la cuerda floja | ¿Adónde vas? de Tim Keppel - Estados Unidos · El año del verano que nunca llegó de William Ospina - Tolima · La forma de las ruinas de Juan Gabriel Vásquez - Bogotá, D. C. | Juan Villoro Juan Diego Mejía Carmen Barvo Mario Jursich Juan Esteban Constaín Nicanor Restrepo       |
| 2016 | Patricia Engel        | Estados Unidos  | Vida                                 | Historia oficial del amor de Ricardo Silva Romero - Bogotá, D. C. · Voler al oscuro valle de Santiago Gamboa - Bogotá, D. C.                                                | Leila Guerriero Gloria María Rodríguez Mario Jursich David Escobar Arango Mauricio Vélez Upegui       |
| 2017 | Pilar Quintana        | Valle del Cauca | La Perra                             | Juego de memoria de Humberto Ballesteros - Bogotá, D. C. · Hay días en que estamos idos de Andrés Mauricio Muñoz - Cauca                                                    | Alonso Cueto Ana Roda Mario Jursich Ricardo Sierra Sonia López                                        |
| 2018 | Ricardo Silva Romero  | Bogotá, D. C.   | Cómo perderlo todo                   | Verde tierra calcinada de Juan Miguel Álvarez - Bogotá, D. C. · El jefe de Luis González - Casanare                                                                         | Leonardo Padura Ana Roda Pilar Quintana Jerónimo Pizarro Santiago Gamboa                              |
| 2019 | Juan Gabriel Vásquez  | Bogotá, D. C.   | Canciones para el incendio           | Donde nadie me espere de Piedad Bonnett - Antioquia · Guayacanl de William Ospina - Tolima                                                                                  | Javier Cercas Ana María Aragón Juan Camilo Suárez Jerónimo Pizarro Ricardo Silva Romero               |

## Galardonados por origen
| Departamento    | Número de galardonados |
| --------------- | ---------------------- |
| Bogotá, D. C.   | 3                      |
| Cauca           | 1                      |
| Valle del Cauca | 1                      |
| Estados Unidos  | 1                      |